# María Concepción Rodríguez de la Cruz
María Concepción Rodríguez de la Cruz (Ciudad de México, 1940) es una maestra en ciencias biológicas mexicana y destacada pionera en el área de investigación biológico-pesquera.  Es la primera mujer en ejercer el cargos directivos dentro del Instituto Nacional de Pesca y la primera persona en llevar a cabo el cultivo de camarón en México y Latinoamérica.

## Biografía

### Formación
Tras egresar de sus estudios en la Universidad Nacional Autónoma de México en 1963, comenzó su vida profesional como una de las biólogas fundadoras del Instituto Nacional de Investigaciones Biológicas Pesqueras. Bajo la primera dirección que éste tuvo, del biólogo Mauro Cárdenas Figueroa (1962). En 1977 se recibe como Maestra en Ciencias con especialidad en Biología Marina por el Instituto Tecnológico de Estudios Superiores de Monterrey. 

### Trayectoria profesional
Conocida cariñosamente como "Maestra Conchita", Rodríguez de la Cruz se desempeñó en el área de investigación en los siguientes cargos, todos ellos en el Instituto Nacional de Pesca y la Secretaría de Pesca: Investigador en la División de Invertebrados de 1962-1965. En 1966-1970 Investigador Responsable del Programa de Camarón en la Estación de Biología Pesquera en Guaymas, Son. De 1970-1973 ocupó la Dirección del Centro Regional de Investigación Pesquera en esta misma ciudad. De 1974-1977 fue nombrada responsable del Programa Camarón del Golfo de California. De 1980 a 1984 ocupó el cargo de subdirectora de Biología Pesquera de la Secretaría de Pesca Nacional. De 1984 a 1985 se desempeñó como directora de Análisis de Pesquerías, entre 1985 y 1986 fue coordinadora del Programa Nacional de Actualización y Superación Académica. De 1992 a 1995 nuevamente ocupó el cargo de directora de Análisis de Pesquerías en el mismo Instituto.

## Destacadas aportaciones
Rodríguez de la Cruz, destacó en sector marino por sus importantes aportaciones a la investigación. Algunas de sus más memorables ocurren en la década de los sesenta. En 1965, descubrió dos nuevas especies de langostinos, uno en Laguna del Carpintero, Tamaulipas y otro en el Ciudad del Carmen, Campeche: Palaemonetes granulosus y Palaemon rosalesi, respectivamente.
Para 1969, logra por primera vez el cultivo del camarón café (penaeus californiensis) en México, convirtiéndose en la primera persona en cultivar el camarón en México, y México en el primer país latinoamericano en desarrollar este cultivo.
Ha representado a México en la Organización de las Naciones Unidas para la Alimentación y la Agricultura (FAO), Organización de las Naciones Unidas para la Educación, la Ciencia y la Cultura (UNESCO) y demás congresos en el extranjero.
Con la maestra Rodríguez de la Cruz, y el Biol. Rosales Juárez es que, en 1934, se registraron oficialmente 250 toneladas de camarón y en 1938 el gobierno Mexicano otorgó por primera ocasión permisos para la pesca, considerándose con ello que la pesquería de camarón en México inició formalmente. Un año después, se registró el primer buque camaronero en el puerto de Guaymas.
A lo largo de su trayectoria ha publicado más de 30 trabajos científicos sobre diversos aspectos de los recursos pesqueros de México, sobresaliendo las evaluaciones sobre la potencial pesquero del país y 4 libros sobre pesquerías, cultivo de camarón, del cual es pionera, y taxonomía de crustáceos.
Es gracias a su colección de organismos clasificados taxonómicamente que logró adquirir los especímenes necesarios para la publicación del primer Atlas pesquero de México, que ella misma coordinó. Esta obra sintetizó el estado de las pesquerías, las zonas de pesca, la situación de los recursos y la biodiversidad del litoral mexicano.
La maestra Rodríguez de la Cruz fue la investigadora responsable del Programa Nacional de Camarón del Instituto Nacional de Pesca. La pesquería de camarón es hasta la fecha la pesquería más importante con la que cuenta México. También fue responsable del Programa Nacional de Tiburón del Instituto Nacional de Pesca, que acuerdo con Leonardo Castillo Géniz, "a ella el Programa Tiburón le debe su existencia". Este programa ha sido ejemplo internacional para la colaboración internacional en la investigación y conservación del tiburón con diferentes instituciones y organizaciones, como el Mote Marine Laboratory de los Estados Unidos.
También fue parte del grupo de académicos que sentó las bases de la Facultad de Ciencias del Mar de la Universidad Autónoma de Sinaloa.

### Ámbito internacional
Como parte complementaria de estas actividades, fue subdirectora responsable de la investigación en la Comisión Consultiva de Pesca. Corresponsal y representante de México en la Comisión de Pesca del Atlántico Centro Occidental, en donde realizó algunas reuniones de trabajo con los expertos de FAO para camarón. También fue representante de la Secretaría de Pesca ante la Comisión Nacional de los Estados Unidos Mexicanos para la UNESCO y representante de México en numerosos congresos extranjeros y simposios internacionales.

## Reconocimientos

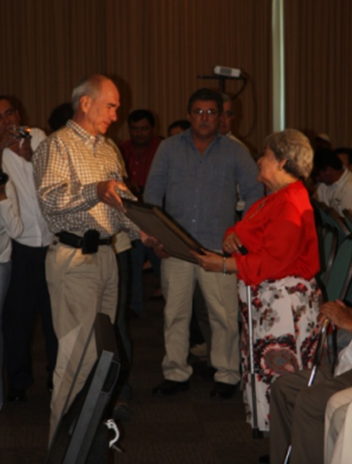
Francisco Javier Mayorga Castañeda, titular de la Secretaría de Agricultura, Ganadería, Desarrollo Rural, Pesca y Alimentación (SAGARPA), en la administración del presidente Felipe Calderón Hinojosa, entregando Reconocimiento al Mérito Acuícola y Pesquero a la maestra e investigadora María Concepción Rodríguez de la Cruz Ramírez.

En el marco de la I Reunión Nacional de Innovación Acuícola y Pesquera se entregó por primera ocasión el Reconocimiento al Mérito Acuícola y Pesquero. El reconocimiento le fue otorgado por el entonces secretario de la SAGARPA, Francisco Mayorga Castañeda, en conmemoración de su larga y destacada trayectoria profesional y su valiosa aportación al desarrollo pesquero en México. Al evento, celebrado en 2010, asistió con su esposo, el biólogo Fernando Rosales Juárez y su hija mayor, Martha Rosales Rodríguez de la Cruz.
En 1973 fue nombrada "mujer del año" en Guaymas, Sonora.

## Actualidad
En 2012, presentó la Memoria Edición Especial "Instituto Nacional de Pesca: 50 años de existencia", en la cual participaron múltiples pioneros y los principales promotores de la investigación pesquera en México: Rosa María Olvera Limas, Dilio Fuentes Castellanos, Martha Palacios Fest, Fernando Rosales Juárez, Sergio García Sandoval, Martín Ortíz Quintanilla, Rosa María Lorán Núñez, Armando Morales Díaz, María de la Luz Merced Díaz López, entre otros.
En 2017, fue invitada al Congreso Internacional de Recursos Naturales (COIRENAT), organizado por el Instituto de Biología de la UNAM, el gobierno de la Ciudad de México, entre otros. Su participación en este evento se tituló "El desarrollo sustentable entre la política y la ciencia".

En 2025  y en el marco del día internacional de la mujer, el Instituto Mexicano de Investigación en Pesca y Acuacultura Sustentables, bajo la coordinación de la Dra. Ma. Teresa Gaspar Dillanes, lanzó una primera edición de "Olas de Cambio: Mujeres Investigadoras Impulsando la Pesca y Acuacultura Sustentables en México".
...un pequeño pero necesario homenaje a todas ellas que, a través de los más de sesenta años de la Institución, han aportado su esfuerzo a esta noble labor.

M. en C. María Concepción Rodríguez de la Cruz Ramírez 
En esta obra, Gaspar Dillanes, junto a Rodríguez de la Cruz, Espino-Barr, Gutiérrez Pérez y Castro Garibay presentan la semblanza de al menos 80 investigadoras, técnicas, administradoras y directoras que han colaborado o trabajado en este instituto. Bárcena Ibarra, Isabel Pérez Farfante, María de los Ángeles Alvariño González entre ellas.